# Морска свиня
Морската свиня (Phocoena phocoena), наричана още муткур или реликтен муткур, е морски бозайник от семейство Морски свине (Phocoenidae), който се отличава от същинските делфини главно по късата заоблена муцуна и по-малките си размери. Реликтният муткур (Phocoena phocoena ssp. relicta) е най-дребният представител на китоподобните в Черно море.
Морската свиня е широко разпространена в моретата на Северното полукълбо. Един от трите вида делфини, които се срещат и в Черно море. Обитава предимно плитки води (0 – 200 м) в зоната на континенталния шелф в целия басейн на Черно море. Храни се основно с риба и главоноги.
Придвижва се на двойки или на малки групи от по няколко индивида, обикновено около 15 – 20. Храни се с пелагични риби и придънни риби, както и с миди и скариди.

## Природозащитен статус
Вписан в Българската Червена книга като уязвим, муткурът обаче фигурира в Червения списък на световнозастрашените видове на IUCN като застрашен.